# Matane (canton)
Pour les articles homonymes, voir Matane (homonymie).
Matane est un canton canadien de l'est du Québec situé dans la municipalité régionale de comté de La Matanie dans la région administrative du Bas-Saint-Laurent.  Il a été proclamé officiellement le 2 décembre 1834.  Il couvre une superficie de 31 080 hectares. Ce territoire agroforestier est réputé pour sa villégiature et ses éoliennes. Il est sillonné par la rivière Blanche.

## Toponymie
Le toponyme « Matane » reprend la désignation de la seigneurie voisine, Matane.

## Histoire
Le canton a été proclamé le 2 décembre 1834.
Le 4 août 2016, la superficie du canton est radicalement réduite lors de l'annulation des lots des rangs I à V dans le cadre de la rénovation cadastrale au Québec. La superficie est de nouveau réduite le 5 janvier 2018 dans le cadre d'un second mandat de rénovation cadastrale visant à intégrer la plupart des propriétés privées restantes au cadastre du Québec.